# Любка Рондова
Любка (Люба) Василева Рондова-Караянева е българска народна певица от Македонската фолклорна област.

## Биография
Любка Рондова е родена на 24 август 1936 г. в костурското село Шестево (на гръцки: Сидирохори), Егейска Македония, Гърция. Нейният дядо, Димитър Илиев (Буджов), е участник в Илинденско-Преображенското въстание. През 1948 г. по време на Гръцката гражданска война попада в групата на така наречените деца бежанци, с които е изведена от комунистическите партизани извън страната. Живее в Полша и Чехия. Завършва славянска филология в Карловия университет в Прага. Говори няколко езика. През 1960 година семейството ѝ се установява в България, а впоследствие тя работи като екскурзовод, преводач, редактор, началник отдел „Научна информация и квалификация“ и отговорен секретар на изданието „Проблеми на рекламата“ в държавното предприятие „Реклама“ в Комитета за култура. Дълги години е началник отдел „Култура“ и секретар на Съвета за духовно развитие в община „В. Левски“ (днес район „Оборище“ в столицата).
Любка Рондова умира на 15 март 2016 г. в София след продължително боледуване.

### Творческа дейност
Сериозният ѝ път на народна певица започва след като се премества в София, когато постъпва в най-стария в България ансамбъл за народни песни и танци „Гоце Делчев“. В него остава до смъртта си – над 30 години, като дълго време е солистка и лице на ансамбъла. Тук, в средата на българи бежанци от всички македонски краища, оформя и обогатява своя песенен репертоар, изграден основно върху песни, наследени от майка ѝ и баба ѝ, усъвършенства и своите изпълнителски умения.
През 1980 г. прави първите си записи в БНР, а след това и в „Балкантон“, БНТ и Радио „Благоевград“. Те са тиражирани на множество грамофонни плочи, аудио и видео албуми.
Рондова успява да направи достояние богатството на песенното творчество на българите от Македония. Дава живот на десетки песни от сборниците на братя Миладинови, на Кузман Шапкарев и други възрожденци. Наред с огромния си репертоар от автентични народни песни, певицата създава и свои авторски песни по свои стихове или на други поети. Огромният ѝ опит и доброто познаване на народното творчество ѝ дава възможност да създава музика по оригинални народни текстове, чиито мелодии са забравени. Има над 1300 участия в България и чужбина: ГДР, СССР, Чехословакия, Унгария, Полша, Югославия, Гърция, Австрия, Канада, САЩ и др.
През 2000 г. е издаден първият ѝ албум на компактдиск „Смиляна“. В него са включени 22 най-популярни и обичани песни от цялото ѝ богато музикално почти 40-годишно наследство.
През 2003 г. излиза вторият ѝ компактдиск „Песните са моите деца“, в който са включени 15 изпълнения. От тях девет стари автентични песни са от Костурско, а шест са авторски.
През 2008 г. излиза и нейният трети компактдиск, озаглавен „Дъщеря на Егея", в който са включени нови 19 песни. Музиката на девет от тях е авторска. Аранжиментите са направени от композиторите Димитър Динев и Никола Ваклинов. Осем от песните са от музикалния филм „Всяка песен е сълза“, продуциран от БНТ.
През 2009 г. е включена в творчески проект на Българското национално радио и заедно с едни от най-известните български народни певци, Оркестърът за народна музика на БНР и Теодосий Спасов записват най-емблематичните си песни в Мадарската пещера. Записите са издадени на аудио и видеодиск с български и английски титри. Дисковете със заглавие „Магията на Мадара“ със записи на живо са разпространени във всички български културни центрове в света и сред българските общности в Украйна, Молдова, Румъния и Северна Македония.
През 2011 г. записва с Илия Луков дуетния им албум „Хоро се вие“, издаден на компактдиск и DVD.
През 2012 г. заедно с Оркестърът и вокална група от ансамбъл „Гоце Делчев“ записва албума „Песни от Балканската война“. В него са включени седем малко известни и незаписвани песни, свързани с Балканските войни. Аранжиментът е на композитора Никола Ваклинов, а проектът е реализиран от БНР по случай 100-годишнината от Балканските войни.
Канена като жури в български и международни музикални фестивали. Любка Рондова издирва и записва автентични български народни песни.
Любка Рондова е носител на много отличия, награди и грамоти. За приноса ѝ към развитието и популяризирането на българската култура на 22 май 2002 г. е удостоена с орден „Стара планина“. През 2003 година е наградена с медал „100 години Илинденско-Преображенско въстание“. Тя е носител и на орден „Кирил и Методий“ II степен и златен медал „Петко Войвода“. През февруари 2015 г. е наградена от Годишните фолклорни награди на 2015 година, посветени на Гюрга Пинджурова в приз „Цялостен принос към българския фолклор“ със Статуетка и плакет 120 години от рождението на Гюрга Пинджурова. На въпроса какво я радва най-много, Любка Рондова отговаря: „Обичта и признанието на хората, за които пея, чувството, че върша нещо полезно за тях“.

## Дискография
| Година | Албум                                                 | Вид      | Издател                                  | Каталожен номер             |
| ------ | ----------------------------------------------------- | -------- | ---------------------------------------- | --------------------------- |
| 1978   | „Любими гръцки песни. Любка Рондова и Досю Берковски“ | LP       | Балкантон                                | ВНА 10142                   |
| 1978   | „Гръцки песни“                                        | SP       | Балкантон                                | ВНК 3411                    |
| 1984   | „Гръцки песни“                                        | SP       | Балкантон                                | ВМК 3778                    |
| 1984   | „Популярни гръцки песни“                              | LP и MC  | Балкантон                                | LP: ВМА 11303 MC: ВММС 7112 |
| 1986   | „Любка Рондова“                                       | LP       | Балкантон                                | ВНА 12003                   |
| 1991   | „Гръцки песни“                                        | MC       | Лазаров рекърдс                          |                             |
| 1994   | „Македонски фолклорни напеви“                         | MC       | Пайнер                                   |                             |
| 2000   | „Смиляна“                                             | CD       | Zen electronics                          | МК № 51047                  |
| 2003   | „Песните са моите деца“                               | CD       | Zen electronics                          | МК № 55805                  |
| 2008   | „Дъщеря на Егея“                                      | CD       | Zen electronics                          | МК № 53184                  |
| 2011   | „Хоро се вие“, дуетен албум с Илия Луков              | CD и DVD | Продуцентска къща „Пирина“ и Орфей мюзик |                             |